# 短肢束腰蟹
短肢束腰蟹（学名：Somanniathelphusa brevipodum）为束腹蟹科束腰蟹属的动物。在中国大陆，分布于云南等地，一般生活于淡水环境，于稻田、果园灌渠两岸的泥洞里，生活环境潮湿阴暗。